# Candon
Candon é uma cidade de quarta classe de renda da cidade na província Ilocos Sul, nas Filipinas. De acordo com o censo de 1 maio  de  2020 possui uma população de 61 432 pessoas e 15 125 domicílios.